# Cannibal Killers Live
Cannibal Killers Live è il primo album dal vivo del gruppo musicale statunitense Static-X, pubblicato il 7 ottobre 2008 dalla Reprise Records.

## Descrizione
Contiene il concerto tenuto dal gruppo il 2 giugno 2007 presso il Big Easy di Spokane (nello stato di Washington) sia in formato audio che video. Nel primo DVD sono inoltre racchiusi tutti i videoclip realizzati dal gruppo tra il 1999 e il 2007.
Cannibal Killers Live è stato commercializzato anche in versione limitata, comprendente un secondo DVD che racchiude il concerto tenutosi a Los Angeles nel 1997, con Ken Jay alla batteria.

## Tracce

### DVD
DVD 1
- Cannibal Killers Live

1. Cannibal – 3:54
2. Dirt House – 3:54
3. S**t in a Bag – 4:26
4. I'm with Stupid – 3:30
5. Bled for Days – 3:55
6. No Submission – 3:01
7. Behemoth – 3:05
8. Destroy All – 2:24
9. Cold – 3:45
10. Black and White – 3:47
11. Destroyer – 2:47
12. The Enemy – 2:34
13. The Trance Is the Motion – 4:28
14. This Is Not – 3:33
15. Love Dump – 4:33
16. Push It – 2:43
17. Get to the Gone – 3:15

- Videos

1. Push It – 2:35
2. I'm with Stupid – 3:25
3. Bled for Days – 4:02
4. This Is Not – 2:58
5. Black and White – 3:12
6. Cold – 3:05
7. The Only – 2:54
8. So – 3:42
9. I'm the One – 2:40
10. Dirthouse – 3:06
11. Destroyer – 2:57
12. Cannibal – 3:26

DVD 2 (presente nell'edizione limitata)
- Live at the Whiskey, December 31, 1997

1. I'm with Stupid – 4:00
2. Down – 3:39
3. Ostegolation – 3:46
4. Wisconsin Death Trip – 4:01
5. I Am – 3:38
6. Sweat of the Bud – 3:07
7. Love Dump – 5:24
8. Push It – 2:48

### CD
1. Cannibal – 3:12
2. Dirthouse – 3:15
3. S**t in a Bag – 4:22
4. I'm with Stupid – 3:18
5. Bled for Days – 3:54
6. No Submission – 2:47
7. Behemoth – 3:05
8. Destroy All – 2:27
9. Cold – 3:43
10. Black and White – 3:46
11. Destroyer – 2:49
12. The Enemy – 2:35
13. The Trance Is the Motion – 4:26
14. This Is Not – 3:10
15. Love Dump – 4:33
16. Push It – 2:42
17. Get to the Gone – 3:22

## Formazione
- Wayne Static – voce, chitarra, programmazione
- Koichi Fukuda – chitarra solista
- Tripp Eisen – chitarra solista (DVD 1: tracce 21-27)
- Tony Campos – basso, cori
- Nick Oshiro – batteria
- Ken Jay – batteria (DVD 1: tracce 18-24; DVD 2)